# Dołhe (rejon soligorski)
Dołhe (biał. Доўгае; ros. Долгое) – agromiasteczko na Białorusi, w obwodzie mińskim, w rejonie soligorskim, w sielsowiecie Dołhe, nad Słuczą.
W latach 1919–1920 znajdowało się w Polsce, pod Zarządem Cywilnym Ziem Wschodnich, w okręgu brzeskim, w powiecie mozyrskim. Wyznaczona w traktacie ryskim granica polsko-sowiecka przebiegła w jego pobliżu, pozostawiając je po stronie radzieckiej.